# Kampsax
Kampsax A/S var et dansk ingeniørfirma.
Kampsax blev grundlagt den 1. november 1917 af Per Kampmann, Otto Kierulff og Jørgen Saxild. I 2002 blev det købt af COWI A/S for omkring 100 mio. kr. Kampsax var verdenskendt for geografiske informationssystemer, kortlægning og vejanlæg.

## Udvalgte projekter
- 1000 km jernbane fra Istanbul mod øst (1927-32)
- Den Transiranske Jernbane: 1000 km jernbane fra Den Persiske Bugt til Det Kaspiske Hav. Med 251 store og 4000 mindre broer og 245 tunneller på i alt 80 kilometers længde, foruden det omfattende sporarbejde (1933-38)
  - Herom er lavet to film: Iran - det nye Persien fra 1941 og The Building of the Trans-Iranian Railway fra 1976
- Strandvejen (Kystvejen) mellem Charlottenlund og Klampenborg (1936-38)
- Dagmarhus (1937-39)
- Det Danske Staalvalseværk (1940)
- Københavns Lufthavn
- Amtssygehuset i Herlev (1966-76)
- Kampsax Kollegiet (1967-69)
- A.P. Møller - Mærsks hovedkontor (1974-79)